# Moondog

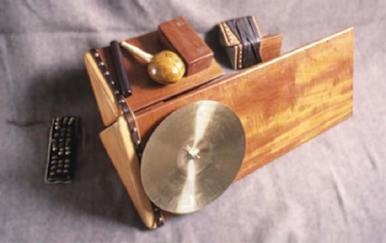
La trimba, un instrumento de percusión inventado por Moondog.

Louis Thomas Hardin, más conocido como Moondog (26 de mayo de 1916 – 8 de septiembre de 1999), fue un compositor, músico, intérprete, teórico musical, poeta e inventor de instrumentos musicales estadounidense. En gran medida autodidacta como compositor, su prolífica obra se inspiró ampliamente en el jazz, la música clásica, la música nativa americana, con la que se había familiarizado de niño, y la música latinoamericana. Sus piezas y arreglos, fuertemente rítmicos y contrapuntísticos, influyeron posteriormente en compositores de música minimalista, en particular en los compositores estadounidenses Steve Reich y Philip Glass.
A causa de un accidente, Moondog quedó ciego a los 16 años. Vivió en Nueva York desde finales de la década de 1940 hasta 1972, año en el que dejó la ciudad, podía ser encontrado en la Sexta Avenida de la ciudad de Nueva York vistiendo túnica y yelmo de estilo vikingo, a veces tocando o vendiendo música, pero la mayor parte del tiempo de pie, en silencio. Los transeúntes y residentes que no conocían su carrera musical le conocieran como «el vikingo de la Sexta Avenida».

## Biografía
Hardin nació en Marysville (Kansas), hijo de Louis Thomas Hardin, ministro episcopaliano, y Norma Alves. Hardin empezó a tocar a los cinco años una batería que fabricó con una caja de cartón. Su familia se trasladó a Wyoming, donde su padre abrió un puesto comercial en Fort Bridger. En una ocasión, su padre le llevó a una Danza del Sol Arapaho, donde se sentó en el regazo del Jefe Yellow Calf y tocó un tom-tom hecho con piel de búfalo. También tocaba la batería en la banda del instituto de Hurley, Missouri.
El 4 de julio de 1932, Hardin, de 16 años, encontró un objeto en un campo que no se dio cuenta de que era un casquillo de dinamita. Mientras lo manipulaba, el explosivo detonó en su cara y le dejó permanentemente ciego. Su hermana mayor, Ruth, le leería a diario después del accidente durante muchos años. Allí tuvo sus primeros encuentros con la filosofía, la ciencia y los mitos que formaron su carácter. Un libro en particular, El primer violín, de Jessie Fothergill, le inspiró para dedicarse a la música. Hasta entonces se había interesado sobre todo por los instrumentos de percusión, pero a partir de entonces le obsesionó el deseo de convertirse en compositor.
Tras aprender los principios de la música en varias escuelas para jóvenes ciegos de la América central, aprendió por sí mismo las técnicas de entrenamiento auditivo y composición. Estudió con Burnet Tuthill en la Escuela para Ciegos de Iowa.
Después se trasladó a Batesville, Arkansas, donde vivió hasta 1942, cuando obtuvo una beca para estudiar en Memphis, Tennessee. Aunque fue en gran parte autodidacta en música, aprendiendo predominantemente de oído, aprendió algo de teoría musical de libros en braille durante su estancia en Memphis.
En 1943, Hardin se trasladó a Nueva York, donde conoció a músicos clásicos como Leonard Bernstein y Arturo Toscanini, así como a intérpretes de jazz como Charlie Parker y Benny Goodman, cuyos tempos alegres y composiciones a menudo humorísticas influirían en la obra posterior de Hardin. Uno de sus primeros puestos callejeros estaba cerca de la franja de clubes nocturnos de la calle 52, y era conocido entre los músicos de jazz. En 1947, Hardin había adoptado el nombre de «Moondog» en honor a un perro «que solía aullar a la luna más que ningún otro perro que yo conociera».

### Nueva York
Desde finales de la década de 1940 hasta 1972, Moondog vivió como compositor y poeta en la ciudad de Nueva York, tocando ocasionalmente en el centro de Manhattan y estableciéndose finalmente en la esquina de la calle 53 o 54 con la Sexta Avenida de Manhattan. Rara vez o nunca se quedó sin hogar, y mantuvo un apartamento en el alto Manhattan y tenía un retiro campestre en Candor, Nueva York, al que se trasladó a tiempo completo en 1972. Se mantenía parcialmente vendiendo copias de su poesía, partituras, discos y su filosofía musical. Además de por su música y su poesía, también era conocido por un característico atuendo «vikingo» que vistió brevemente durante la década de 1960. Ya barbudo y con el pelo largo, añadió un casco con cuernos al estilo vikingo para evitar las ocasionales comparaciones de su aspecto con el de Cristo o un monje, ya que había rechazado el cristianismo al final de su adolescencia. Durante toda su vida se interesó por la mitología nórdica y mantuvo un altar a Thor en su casa de campo de Candor.
En 1949, viajó a Idaho para asistir a una Danza del Sol de los Pies Negros, donde tocó la percusión y la flauta, volviendo a la música nativa americana con la que había entrado en contacto de niño. Fue esta música nativa, junto con el jazz contemporáneo y la música clásica, mezclada con los sonidos ambientales de su entorno (tráfico urbano, olas del mar, llanto de bebés, etc.) lo que creó la base de la música de Moondog.
En 1954, ganó un pleito en el Tribunal Supremo del Estado de Nueva York contra el disc jockey Alan Freed, que había bautizado su programa de radio, «The Moondog Rock and Roll Matinee», con el nombre de «Moondog», utilizando «Moondog's Symphony» (el primer disco que grabó Moondog) como «tarjeta de visita». Moondog creía que no habría ganado el caso de no ser por la ayuda de músicos como Benny Goodman y Arturo Toscanini, que testificaron que era un compositor serio. Freed tuvo que disculparse y dejar de utilizar el apodo «Moondog» en antena, basándose en que Hardin era conocido por ese nombre mucho antes de que Freed empezara a utilizarlo.

### Alemania
Además de su pasión por la cultura nórdica, Moondog tenía una visión idealizada de Alemania («La Tierra Santa con el río sagrado», el Rin), donde se estableció en 1974.
Moondog volvió a Estados Unidos brevemente en 1989, para un homenaje en el New Music America Festival de Brooklyn, en el que el director del festival, Yale Evelev, le pidió que dirigiera la Orquesta de Cámara Filarmónica de Brooklyn, lo que estimuló un renovado interés por su música.
Con el tiempo, una joven estudiante alemana llamada Ilona Goebel (más tarde conocida como Ilona Sommer) ayudó a Moondog a crear el principal holding de sus esfuerzos artísticos y le acogió, primero en Oer-Erkenschwick, y más tarde en Münster, en Westfalia. Moondog vivió con la familia de Sommer y pasaron tiempo juntos en Münster. Durante ese periodo, Moondog creó cientos de composiciones que Sommer transfirió del braille a partituras. Moondog pasó el resto de su vida en Alemania.
Falleció en la ciudad de Münster, Alemania, el 8 de septiembre de 1999, a los 83 años, de un fallo cardíaco. Está enterrado en el Cementerio Central de Münster. Su tumba fue diseñada por el artista Ernst Fuchs a partir de la máscara mortuoria.
Grabó numerosos álbumes y realizó giras tanto en Estados Unidos como en Europa (Francia, Alemania y Suecia).

## Música
En el proceso de establecerse como compositor, Moondog se inspiró en una gran variedad de estilos musicales. Sus primeras obras se inspiraron inmediatamente en la música de las reuniones pow wow a las que había asistido de niño; a medida que avanzaba su carrera, su música abarcó influencias del bebop, el swing, la rumba, el modernismo y la música renacentista. Se caracterizaba por lo que él llamaba «snaketime» y describía como «un ritmo escurridizo, en tiempos que no son ordinarios [...] No voy a morir en compás de 4/4». Durante la década de 1950, empezó a incorporar a su obra sonidos urbanos como coches, trenes de metro, el habla humana y sirenas de niebla.

## Inventos
Moondog inventó varios instrumentos musicales, algunos de los cuales se tocaron en álbumes de estudio o en actuaciones en directo suyas y de sus posteriores conjuntos. Entre ellos se encuentran el «oo», un arpa pequeña de forma triangular, un arpa más grande a la que llamó «ooo-ya-tsu», un instrumento de cuerda triangular que se toca con un arco y al que llamó «hüs» (del noruego hus, que significa 'casa'), los «dientes de dragón», el «tuji», el «uni», el «utsu», los «tambores hexagonales» y el «arpa trovadora». Su instrumento más conocido es la trimba, un instrumento de percusión triangular que el compositor inventó a finales de la década de 1940. La trimba original la tocaba el amigo y único alumno de Moondog, el percusionista sueco Stefan Lakatos, a quien Moondog también explicó los métodos para construir un instrumento de este tipo. Antes de fallecer Stefan, el 10 de febrero de 2023, compartió sus enseñanzas de Moondog con el compositor estadounidense Julian Calv.

## Legado
La música de Moondog de los años 40 y 50 ha sido citada por los compositores estadounidenses Philip Glass y Steve Reich como una gran influencia en sus estilos, afirmando que se tomaron la obra de Moondog «muy en serio y la entendieron y apreciaron mucho más de lo que nos enseñaron en Juilliard». Moondog también era admirado por Charlie Parker, a quien admiraba mutuamente y homenajeó con la pieza «Bird's Lament», Frank Zappa e Igor Stravinsky, y se reunió en varias ocasiones con Lenny Bruce, William S. Burroughs y Allen Ginsberg.
Moondog inspiró a otros músicos con varias canciones dedicadas a él. Entre ellas, «Moondog», del álbum Sweet Child, de Pentangle, de 1968, y «Spear for Moondog» (partes I y II), del organista de jazz Jimmy McGriff, en su álbum Electric Funk, de 1968. El músico de glam rock Marc Bolan y T. Rex hicieron referencia a él en la canción «Rabbit Fighter» con la línea «Moondog's just a prophet to the end...». El grupo de pop inglés Prefab Sprout incluyó la canción «Moondog» en su álbum Jordan: The Comeback, publicado en 1990. Big Brother and the Holding Company featuring Janis Joplin versionaron su canción «All Is Loneliness» en su álbum homónimo de 1967. La canción también fue versionada por Antony and the Johnsons durante su gira de 2005. El single de Mr. Scruff «Get a Move On», de su álbum Keep It Unreal, está estructurado en torno a samples de «Bird's Lament». El grupo neoyorquino The Insect Trust interpreta una versión de la canción de Moondog «Be a Hobo» en su álbum Hoboken Saturday Night. El tema «Stamping Ground», con el preámbulo de Moondog recitando uno de sus epigramas, apareció en el álbum doble de sampler Fill Your Head with Rock (CBS, 1970). El compositor y productor canadiense Daniel Lanois incluyó un tema titulado «Moondog» en su álbum/vídeo-documental Here Is What Is.
Entre 1970 y 1980, un místico barbudo y ciego llamado «Moondog» apareció como personaje principal en una serie de cuatro números de cómics Underground escritos e ilustrados por George Metzger.
Desde principios de la década de 1970, varios luchadores profesionales han recibido el nombre de Moondogs, inspirándose en el artista.

## Vida privada
Moondog estuvo casado brevemente con Virginia Sledge en 1943, pero el matrimonio se disolvió en 1947.
En 1952 se casó con Mary Suzuko Whiteing, madre soltera de ascendencia mixta japonesa-estadounidense. Ella había crecido en Japón y ese mismo año llegó a Nueva York con su madre. Suzuko y Hardin se conocieron en las calles de Nueva York. Según su hija, June, a Mary le impresionó su aspecto y le conmovió su música; a Moondog le conmovió el sonido de su voz.
En el número del 4 de junio de 1952 del New York Journal-American aparece una fotografía de Moondog tocando la flauta en un tejado mientras Mary lo observa con simpatía: el pie de foto indica que se trata de una «serenata en el horizonte» para una «novia June». El matrimonio duró ocho años. Tuvieron una hija, June Hardin, nacida el 1 de junio de 1953. En el LP de Moondog Prestige (1956), Suzuko, la esposa de Moondog, aparece en la canción «Lullaby», cantando a June, su hija de seis semanas. Hardin tuvo más tarde otra hija, Lisa Colins, fuera del matrimonio.

## Discografía

### Singles
- "Snaketime Rhythms (5 Beat) / Snaketime Rhythms (7 Beat)" (1949), SMC
- "Moondog's Symphony" (1949–1950), SMC
- "Organ Rounds" (1949–1950), SMC
- "Oboe Rounds" (1949–1950), SMC
- "Surf Session" (c. 1953), SMC
- "Caribea Sextet"/"Oo Debut" (1956), Moondog Records
- "Stamping Ground Theme" (from the Kralingen Music Festival) (1970), CBS

### EPs
- 1953 Improvisations at a Jazz Concert, Brunswick
- 1953 Moondog on the Streets of New York, Decca/Mars
- 1953 Pastoral Suite / Surf Session, SMC
- 1955 Moondog & His Honking Geese Playing Moondog's Music, Moondog Records

### Albums
- 1953 Moondog and His Friends, Epic
- 1956 Snaketime Series (not the same as the 1954 LP), Moondog Records
- 1956 Moondog, Prestige
- 1956 More Moondog, Prestige
- 1957 The Story of Moondog, Prestige
- 1969 Moondog (not the same as the 1956 LP), Columbia
- 1971 Moondog 2, Columbia (with insert: Round the World of Sound: Moondog Madrigals with scores)
- 1977 Moondog in Europe, Kopf
- 1978 H'art Songs, Kopf
- 1978 Moondog: Instrumental Music by Louis Hardin, Musical Heritage Society
- 1979 A New Sound of an Old Instrument, Kopf
- 1981 Facets, Managarm
- 1986 Bracelli, Kakaphone
- 1992 Elpmas, Kopf
- 1994 Sax Pax for a Sax with the London Saxophonic, Kopf/Atlantic
- 1995 Big Band, Trimba
- 2005 Bracelli und Moondog, Laska Records

#### With Julie Andrews and Martyn Green
- 1957 Songs of Sense and Nonsense - Tell it Again, Angel/Capitol

### Compilations
- 1991 More Moondog/The Story of Moondog, Original Jazz Classics (reissue of Prestige albums listed above)
- 2001 Moondog/Moondog 2, Beat Goes On (reissue of the two Columbia albums issued above)
- 2004 The Viking of Sixth Avenue, Honest Jon's
- 2005 The German Years 1977–1999, ROOF Music
- 2005 Un hommage à Moondog tribute album, trAce label
- 2006 Rare Material, ROOF Music
- 2007 The Viking Of 6th Avenue(disc inside biographical book), Process (ISBN 978-0-9760822-8-6). Reissue, Honest Jon, 2008
- 2017 The Viking of Sixth Ave., Manimal

### Various artist compilations
- 1954 New York 19 (recorded and edited by Tony Schwartz), Folkways
- 1954 Music in the Streets (recorded and edited by Tony Schwartz), Folkways
- 1958 Rosey 4 Blocks (arrangement by Andy Forsythe), Rosey
- 1970 Fill Your Head With Rock, CBS
- 1998 The Big Lebowski motion picture soundtrack, Mercury
- 2000 Miniatures 2, Cherry Red
- 2006 DJ-Kicks: Henrik Schwarz, K7 Records
- 2006 The Trip: Curated By Jarvis Cocker and Steve Mackey, Disc 1 Track 19: "Pastoral"
- 2008 Pineapple Express Motion Picture Sound Track, Track 9 "Birds Lament," Moondog & The London Saxophonic.

### Performed by other musicians
- 1957 Moondog and Suncat Suite by British jazz musician Kenny Graham features one side of interpretations of the work of Moondog
- 1967 "All Is Loneliness" by Big Brother and the Holding Company, featuring Janis Joplin, on their self-titled first album
- 1968 "Moon Dog" by Pentangle on Sweet Child
- 1968 "Spear for Moondog (parts 1 and 2)" by jazz organist Jimmy McGriff on Electric Funk
- 1970 "Be a Hobo" by The Insect Trust on Hoboken Saturday Night
- 1978 Canons on the Keys by Paul Jordan, unreleased
- 1983 Here's to John Wesley Hardin by R. Stevie Moore, unreleased
- 1985 "Theme and Variations" performed by John Fahey on the album Rain Forests, Oceans and Other Themes[26]
- 1990 Love Child Plays Moondog, EP, Forced Exposure
- 1990 "Moondog" by Prefab Sprout on Jordan: The Comeback
- 1993 "All is Loneliness" by Motorpsycho on Demon Box (album) and Roadwork Vol. 4: Intrepid Skronk
- 1995 Alphorn of Plenty by Hans Kennel, Hat Art
- 1997 "Synchrony Nr. 2" by Kronos Quartet
- 1998 Trees Against the Sky compilation album, SHI-RA-Nui 360°
- 1998 "Paris" by NRBQ, live, on You Gotta Be Loose and NRBQ: High Noon - A 50-Year Retrospective
- 1999 "Get a Move On" (structured around samples from "Bird's Lament (In Memory of Charlie Parker)") by Mr. Scruff on Keep It Unreal
- 2004 Bracelli und Moondog CD Ensemble Bracelli, Germany w Stefan Lakatos. LASKA records
- 2005 "All Is Loneliness" by Antony and the Johnsons, live
- 2005 Sidewalk Dances by Joanna MacGregor & Britten Sinfonia, Sound Circus SC010
- 2006 Moondog Sharp Harp by Xenia Narati, Ars Musici
- 2007 "Paris" by Jens Lekman, live
- 2009 "Rabbit Hop" by Hypnotic Brass Ensemble
- 2009 "New Amsterdam" by Pink Martini on Splendor in the Grass
- 2010 The Orastorios - Moondog rounds by Stefan Lakatos/Andreas Heuser, Makro
- 2011 Making Moonshine - Moondog Songs by Moondog Fans by Various Artists, SL Records
- 2011 Chaconne 1 & Viking 1 by R. Stevie Moore, unreleased
- 2013 Seeds of Immortality Spirit of Moondog w Stefan Lakatos. Moondog music for saxophones.
- 2013 Río lucas - homage to Moondog in the introduction of the song desintegración de la antimateria by Río lucas
- 2013 Moondog Mask by Hobocombo
- 2014 Perpetual Motion (A Celebration of Moondog) by Sylvain Rifflet & Jon Irabagon
- 2015 Beyond Horizons Moondog Piano/Percussion by Mariam Tonoyan and Stefan Lakatos and friends. CD Moondogscorner.de/Rockwerk records
- 2015 Cabaret Contemporain Plays Moondog by Cabaret Contemporain
- 2016 A Tribute To Moondog by Condor Gruppe (2016) on Condor Men Records – Format: Vinyl, LP, Miniálbum
- 2017 New Sound by Ensemble Minisym (2017) on Association Bongo Joe Records (Genève) – Format : Vinyl, CD, LP
- 2018 Moondog by Katia Labèque & Triple Sun
- 2018 Erk-Moondog Ensemble Bracelli w Stefan Lakatos. CD Moondogscorner.de/Rockwerk records Germany
- 2019 The Witch of Endor by Kreiz Breizh Akademi #7 "Hed" (Brittany, France)
- 2019 Moondog Piano Trimba by Dominique Ponty and Stefan Lakatos, SHIIN Records CD (France)
- 2019 Moondog - The Stockholm 1981 Recordings Moondog & Stefan Lakatos w friends. Vinyl LP brus&knaster KNASTER 048. Sweden
- 2022 Seahorse by Moondog. Album: Lost & Found by Sean Shibe
- 2022 Pastoral by Moondog. Album: Lost & Found by Sean Shibe
- 2022 High on a Rocky Ledge (Second Movement) by Moondog. Album: Lost & Found by Sean Shibe
- 2023 New Amsterdam by Moondog. Album: An American Rhapsody by Calefax Reed Quintet. Music video[27]
- 2023 Songs and Symphoniques: The Music of Moondog by Kronos Quartet and Ghost Train Orchestra

## Lecturas complementarias

### Artículos
- Anonymous (28 de marzo de 1953). «Moondog May Be Next Hot Wax Artist». The Billboard: 20.
- Shelton, Robert (Aug 17, 1963). «Old Music Taking On New Color». The New York Times. p. 11.
- Borders, William (15 de mayo de 1965). «Moondog Changes His Costume, But Keeps His Iconoclastic Life: Blind Poet-Musician Retains Viking Helmet and Begs on His Favorite Corner». The New York Times. p. 33.
- Tracy, Phil (Dec 10, 1969). «Moondog: A Happy Story». National Catholic Reporter. p. 4.
- Riepe, Adele (Jan 3, 1979). «Moondog Refines Music in Germany». The New York Times. pp. C18.
- Kozinn, Allan (16 de noviembre de 1989). «Moondog Returns From the Hippie Years». The New York Times. pp. C24.
- Heckman, Don (28 de noviembre de 1997). «Moondog's Alive and Back on U.S. Scene». Los Angeles Times.
- Brandt, Wilfred (Sep 2014). «Street art : at one time Moondog was a tourist attraction in Manhattan ...». Smith Journal 12: 102-104.

### Libros
- Scotto, Robert (2007). Moondog, the Viking of 6th Avenue : the authorized biography. Preface by Philip Glass. New York: Process.
- Cornut, Amaury (2014). Moondog. Marseille: Le Mot et le Reste.